# Lok-Sabha-Wahlkreis Dharwad
Der Lok-Sabha-Wahlkreis Dharwad ist ein Wahlkreis bei den Wahlen zur Lok Sabha, dem Unterhaus des indischen Parlaments. Er liegt im Bundesstaat Karnataka und umfasst den gesamten Distrikt Dharwad sowie einen kleineren Teil des Distrikts Haveri.
Bei der letzten Wahl zur Lok Sabha waren 1.579.024 Einwohner wahlberechtigt.

## Letzte Wahl
Die Wahl zur Lok Sabha 2014 hatte folgendes Ergebnis:
| Kandidat              | Partei                | Stimmen |
| --------------------- | --------------------- | ------- |
| Pralhad Joshi         | BJP                   | 52,4 %  |
| Vinay Kulkarni        | INC                   | 41,5 %  |
| Sonstige              | Sonstige              | 4,9 %   |
| Keiner der Kandidaten | Keiner der Kandidaten | 1,2 %   |

## Wahl 2009
Die Wahl zur Lok Sabha 2009 hatte folgendes Ergebnis:
| Kandidat                   | Partei   | Stimmen |
| -------------------------- | -------- | ------- |
| Pralhad Joshi              | BJP      | 56,0 %  |
| Kunnur Manjunath Channappa | INC      | 38,7 %  |
| Sonstige                   | Sonstige | 5,3 %   |

## Wahlkreisgeschichte
Der Wahlkreis Dharwad besteht seit der Lok-Sabha-Wahl 2009. Bei der Neuordnung der Wahlkreise entstand der Wahlkreis Dharwad aus dem größten Teil des ehemaligen Wahlkreises Dharwad North und einem kleineren Teil des Wahlkreises Dharwad South.